# Septofusidium bifusisporum
Septofusidium bifusisporum är en svampart som beskrevs av Zuo Y. Liu, Z.Q. Liang & A.Y. Liu 1996. Septofusidium bifusisporum ingår i släktet Septofusidium och familjen Nectriaceae.   Inga underarter finns listade i Catalogue of Life.